# Сигмунд, Бен
Бенжамин Роберт Сигмунд (англ. Benjamin Robert Sigmund; 3 февраля 1981, Бленем) — новозеландский футболист, выступавший на позиции центрального защитника. Участник чемпионата мира 2010 года в составе национальной сборной Новой Зеландии. Победитель Кубки наций ОФК 2008

## Клубная карьера
Футбольную карьеру Сигмунд начал в полупрофессиональных командах новозеландских и австралийских лиг «Кентербери Юнайтед» и «Фаукнер Блюс». Затем два сезона провел в сильнейшем новозеландском клубе из выступающих во внутреннем чемпионате «Окленд Сити». В 2008 году впервые попал в команду Эй-лиги «Веллингтон Феникс». 9 июля 2012 продлил контракт на два года. 18 декабря 2015 года заявил, что завершит профессиональную карьеру по окончании сезона. Впоследствии выступал за любительский клуб «Кашмир Техникал».

## Национальная сборная
В национальной сборной Бен Сигмунд дебютировал 17 августа 2000 года в матче со сборной Омана, всего на сегодняшний момент он провёл 14 матчей за сборную, в которых забил один гол, в ворота сборной Новой Каледонии. Сигмунд принимал участие в составе Новой Зеландии в чемпионате мира 2010.